# Felix Becker (escrime)
Pour les articles homonymes, voir Felix Becker et Becker.
Felix Becker, né le 9 août 1964 à Darmstadt, est un escrimeur allemand. Il a été champion d'Europe et champion du monde de sabre, échouant seulement dans la quête d'une médaille olympique.

## Carrière
Becker a remporté plusieurs succès internationaux, sa carrière culminant avec son titre individuel aux championnats du monde 1994 et un titre européen aux championnats d'Europe 1993. Il a également été vice-champion du monde en 1995. 
Il a participé, entre 1988 et 1996, à trois éditions des Jeux olympiques. Il a atteint, en 1988 à Séoul et en 1996 à Atlanta aux quarts de finale, battu respectivement par le futur champion olympique Jean-François Lamour (6-10) sous les couleurs de la RFA en 1988 et par József Navarrete en 1996 (7-15). En 1992, à Barcelone, son parcours s'arrête en barrages contre Janusz Olech (2 assauts à 0 en faveur du Polonais).

## Palmarès
- Championnats du monde d'escrime
  -  Médaille d'or aux championnats du monde d'escrime 1994 à Athènes
  -  Médaille d'argent aux championnats du monde d'escrime 1995 à La Haye
  -  Médaille d'argent par équipes aux championnats du monde d'escrime 1989 à Denver
  -  Médaille de bronze par équipes aux championnats du monde d'escrime 1993 à Essen
  -  Médaille de bronze par équipes aux championnats du monde d'escrime 1991 à Budapest
  -  Médaille de bronze par équipes aux championnats du monde d'escrime 1990 à Lyon
  -  Médaille de bronze championnats du monde d'escrime 1989 à Denver

- Championnats d'Europe d'escrime
  -  Médaille d'or aux championnats d'Europe d'escrime 1993 à Linz